# Molly Parker
Molly Parker (Maple Ridge, junho de 1972) é uma atriz canadense.
Iniciou sua carreira de atriz trabalhando em filmes voltados para televisão. Sua estreia foi em 1991, com Silent Motive, dirigido por Lee Phillips. Em 1994, atuou em Serving in Silence: The Margarethe Cammermeyer Story, obra canadense dirigida por Jeff Bleckner e indicada para o prêmio Golden Globe em seu país. Teve o seu primeiro grande papel na série de televisão estadunidense Deadwood.
Participou da segunda temporada de House of Cards em 2014, no papel de Jackie Sharp, uma deputada do partido de Frank Underwood.
Molly Parker atuou também na sexta temporada de Dexter, em 2011, com a personagem Lisa Marshall, irmã de Travis Marshall.
Molly Parker foi indicada para 15 prêmios, dos quais venceu 5: em 2007, ganhou o prêmio de melhor atriz do Festival de Filmes de Bervely Hills; em 2002, levou o prêmio Genie, como melhor atriz por sua participação em Last Wedding; por sua atuação como protagonista em Kissed, recebeu o prêmio de melhor atriz no Genie Awards e no Taormina film fest em 1997. O filme também foi premiado no FANCINE (Festival de Cinema Fantástico da Universidade de Málaga) em 1998.